# Evangelický kostel (Česká Kamenice)
Evangelický kostel v České Kamenici, nazývaný také kostel Ježíše Krista, je sakrální stavba postavená v letech 1929–1930 v historizujícím slohu. Od roku 2007 je veden jako kulturní památka České republiky.

## Historie
Roku 1902 založila českokamenická evangelická církevní obec spolek pro výstavbu kostela. V následujících letech pro něj získala pozemky a roku 1912 nechala vypracovat plány od Franze Grusse (1891–1979) z Kraslic, stavbu ovšem přerušila první světová válka. Nové plány vytvořil zhořelecký architekt Hermann Gerhard. Výstavba kostela začala 28. října 1929, kdy byl položen základní kámen, slavnostní vysvěcení novostavby následovalo 10. srpna 1930. Po druhé světové válce připadl kostel Československé církvi evangelické, která jej roku 1968 prodala městu Česká Kamenice. To zde zřídilo smuteční síň. Na počátku 21. století prošla stavba rekonstrukcí. Od 5. června 2007 je kostel chráněn jako kulturní památka České republiky.

## Popis
Jednolodní stavba stojí na obdélném půdorysu, presbytář je odsazený, v průčelí je umístěna chórová věž. Okna jsou zakončena jednoduchým obloukem. Hlavní portál v ose je zakončen půlkruhovým záklenkem, dveře jsou dvoukřídlé. Střecha je sedlová s valbovým zakončením, krytá břidlicí. Loď je zaklenuta valenou klenbou. Vnitřní vybavení kostela bylo pořizováno postupně po výstavbě, k nejcennějším kusům patřila křišťálová křtitelnice. Mobiliář byl zničen a rozebrán po roce 1968. Varhany z roku 1940 s 8 rejstříky ve dvou manuálech a pedálu vyrobila budyšínská firma Hermann Eule.